# Pont medieval sobre Senterada
El Pont medieval sobre Senterada és una obra de Senterada (Pallars Jussà) inclosa a l'Inventari del Patrimoni Arquitectònic de Catalunya.

## Descripció
Pont sobre el riu més amunt de Senterada, a peu de la carretera del port de Perves. Està format per un gran arc rebaixat amb adovellat de maçoneria de carreus de pedra irregulars. Un dels laterals té la barana molt desfeta, quedant al descobert l'interior del pont, descarnat per les aigües.

## Història
A prop de Senterada hi havia un altre pont romànic que va desaparèixer l' última gran riuada.